# 723 до н. е.

## Події
- Помер князь держави Лу Хуей-гун, його спадкоємцем став Сі-гу (або Сі), син наложниці Шен-цзи (Інь-гун, ера правління 722-712) [1]. Згідно з «Цзо чжуань», церемонії зведення на трон Інь-гуна не проводили [2].